# Jeffrey Lieber

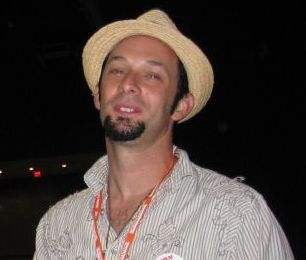
Jeffrey Lieber (2008)

Jeffrey Lieber é um roteirista estado-unidense, nasceu em Evanston, é um dos criadores da série Lost uma das mais famosas séries da Televisão Norte Americana, conhecida em todo o mundo.